# NGC 1945
NGC 1945 (другое обозначение — ESO 85-EN83) — эмиссионная туманность в созвездии Золотая Рыба.
Этот объект входит в число перечисленных в оригинальной редакции «Нового общего каталога».
Координаты, данные Джоном Гершелем, указывают на самую яркую область на юго-восточной оконечности двух или трёх кольцеобразных туманностей, расположенных к югу и западу от NGC 1946, но если учесть его описание, то центром объекта является не эта область, а область в 5' к северо-западу от звезды, находящейся на пересечении колец туманностей. Также Гершель не упоминал о более яркой туманности, окружающей NGC 1948. NGC 1945 имеет форму бабочки.